# Bergenia pacumbis
Bergenia pacumbis är en stenbräckeväxtart som först beskrevs av Buch.-ham. och David Don, och fick sitt nu gällande namn av Cheng Yih Wu och J.T. Pan. Bergenia pacumbis ingår i släktet bergenior, och familjen stenbräckeväxter. Inga underarter finns listade i Catalogue of Life.